# Srebrny Surfer (serial animowany)
Srebrny Surfer (oryg. Silver Surfer) – amerykańsko-kanadyjski superbohaterski serial animowany z 1998 roku na podstawie serii komiksów o superbohaterze o tym samym pseudonimie wydawnictwa Marvel Comics. W oryginalnej wersji głównym postaciom głosów użyczyli: Paul Essiembre, James Blendick, Gary Krawford, Colin Fox i Camilla Scott.
Srebrny Surfer zadebiutował 7 lutego 1998 roku w Stanach Zjednoczonych na antenie Fox Kids. Pomimo rozpoczętych prac nad drugim sezonem, serial został zakończony po pierwszej serii. 16 maja 1998 roku wyemitowano ostatni, trzynasty odcinek serialu. W Polsce emitowany był na kanałach Jetix i TVN.

## Streszczenie fabuły
Norrin Radd poświęca się i zostaje posłańcem Galactusa jako Srebrny Surfer, aby uchronić swoją planetę, Zenn-La przed zagładą. Zostaje zmuszony do poszukiwania nowego pożywienia w postaci planet dla swojego nowego pana. Srebrnemu Surferowi udaje się przełamać kontrolę Galactusa nad nim i odkrywa, że planeta oraz przeszłość, którą poświęcił, mogą być poza jego zasięgiem na zawsze. Podczas podróży po kosmosie w poszukiwaniu Zenn-La i swojej miłości Shalla-Bali Srebrny Surfer natrafia na wrogów i odnajduje sojuszników.

## Obsada

### Główne role
- Paul Essiembre jako Norrin Radd / Srebrny Surfer[2][3]
- James Blendick jako  Galactus[2][3]
- Gary Krawford jako Thanos[2][3]
- Colin Fox jako Uatu Obserwator[2][3]
- Camilla Scott jako Shalla-Bal[2][3]

### Role drugoplanowe
- Tara Rosling jako Frankie Raye / Nova[2][3]
- John Neville jako Eternity[2][3]
- Elizabeth Shepherd jako Infinity[2][3]
- Aron Tager jako Master of Zenn-La[2]
- Mark Strange jako Lord Glenn[2]
- Robert Bockstael jako Pip the Troll[2][3]

### Role gościnne
- Mary Long / Alison Sealy-Smith jako Gamora[2][3]
- Cedric Smith jako Mentor[2][3]
- Norm Spencer jako Drax Niszczyciel[2][3]
- Lally Chadeau jako Lady Chaos[3]
- Oliver Becker jako Adam Warlock i Magus[3]
- Jennifer Dale jako Nebula[2][3]
- Roy Lewis jako Ego Żyjąca Planeta[3]
- Karl Pruner jako Beta Ray Bill[3]

## Emisja i wydanie
Srebrny Surfer zadebiutował 7 lutego 1998 roku w Stanach Zjednoczonych na antenie Fox Kids. Pomimo rozpoczętych prac nad drugim sezonem, serial został zakończony po pierwszej serii. 16 maja 1998 roku wyemitowano ostatni, trzynasty odcinek serialu. W Polsce emitowany był na kanałach Jetix i TVN.
Serial ukazał się 19 września 2008 roku na DVD w Polsce, w ramach Kolekcji Marvela wydawanej przez Media Service. Od 12 listopada 2019 roku Srebrny Surfer jest jednym z seriali dostępnych na Disney+ w Stanach Zjednoczonych i w innych krajach, gdzie serwis jest dostępny.

## Lista odcinków
| Nr | Tytuł                                   | Tytuł polski                             | Reżyseria                       | Scenariusz                          | Premiera (Fox Kids) |
| -- | --------------------------------------- | ---------------------------------------- | ------------------------------- | ----------------------------------- | ------------------- |
| 1  | The Origin of the Silver Surfer, Part 1 | Geneza, część pierwsza                   | Roy Allen Smith, Tom McLaughlin | Larry Brody                         | 7 lutego 1998       |
| 2  | The Origin of the Silver Surfer, Part 2 | Geneza, część druga                      | Roy Allen Smith, Tom McLaughlin | Larry Brody                         | 14 lutego 1998      |
| 3  | The Origin of the Silver Surfer, Part 3 | Geneza, część trzecia                    | Roy Allen Smith, Tom McLaughlin | Larry Brody                         | 21 lutego 1998      |
| 4  | The Planet of Dr. Moreau                | Planeta Morobus                          | Roy Allen Smith                 | Larry Brody, Christopher Kane       | 28 lutego 1998      |
| 5  | Learning Curve, Part 1                  | Drogowskazy obserwatorów, część pierwsza | Roy Allen Smith                 | Larry Brody, Andrea Lawrence        | 7 marca 1998        |
| 6  | Learning Curve, Part 2                  | Drogowskazy obserwatorów, część druga    | Roy Allen Smith                 | Larry Brody                         | 14 marca 1998       |
| 7  | Innervisions                            | Infekcja                                 | Roy Allen Smith                 | Larry Brody, Alan Swayze            | 4 kwietnia 1998     |
| 8  | Antibody                                | Wizje                                    | Roy Allen Smith                 | Larry Brody, Michael Steven Gregory | 11 kwietnia 1998    |
| 9  | Second Foundation                       | Nowy fundament                           | Roy Allen Smith                 | Larry Brody, Michael Steven Gregory | 18 kwietnia 1998    |
| 10 | Radical Justice                         | Radykalna sprawiedliwość                 | Roy Allen Smith                 | Larry Brody, Brooks Wachtal         | 25 kwietnia 1998    |
| 11 | The Forever War                         | Wieczna wojna                            | Roy Allen Smith                 | Larry Brody, Mark Hoffmeier         | 2 maja 1998         |
| 12 | Return to Zenn-La                       | Powrót na Zenn-La                        | Roy Allen Smith                 | Larry Brody                         | 9 maja 1998         |
| 13 | The End of Eternity                     | Koniec wieczności                        | Roy Allen Smith                 | Larry Brody, Dallas Barnes          | 16 maja 1998        |

## Produkcja
W 1967 roku postać Srebrnego Surfera zadebiutowała w serialu animowanym Fantastyczna Czwórka, gdzie głosu użyczył mu Vic Perrin. Natomiast w 1994 roku pojawił się w kolejnym serialu o przygodach tej drużyny z głosem Robina Sachsa.
W latach dziewięćdziesiątych Margaret Loesch, szefowa Fox Kids, z powodzeniem wprowadziła seriale animowane na podstawie komiksów wydawnictwa Marvel Comics do ramówki stacji. Były to X-Men z 1992 i Spider-Man z 1994 roku. Kolejną propozycją ze strony Marvela okazał się Silver Surfer, który znalazł poparcie stacji. Pomysłodawcą i głównym scenarzystą serialu był Larry Brody, który przy tworzeniu serialu był pod silnym wpływem prac Jacka Kirby’ego. Razem z Brody’m nad scenariuszami poszczególnych odcinków serialu pracowali: Michael Steven Gregory, Dallas Barnes, Harlan Ellison, D.C. Fontana, Mark Hoffmeier, Christopher Kane, Jeffrey Knokey, Andrea Lawrence, Alan Swayze i Brooks Wachtel.
Scenarzyści zdecydowali się rozpocząć serię od powtórzenia genezy Srebrnego Surfera, jednak Fantastyczna Czwórka została przy tym pominięta i zdecydowano całkowicie skupić się na jego postaci. Głównym powodem pominięcia Fantastycznej Czwórki był fakt, iż w tym czasie serial o tej drużynie był w dystrybucji syndykacyjnej w związku z czym zespół kreatywny Srebrnego Surfera nie mógł wykorzystać tych postaci. Pomimo że Galactus pojawiał się przez cały czas trwania serialu, to największym złoczyńcą serialu był Thanos, który chciał zdobyć miłość Lady Chaos. Oryginalnie w komiksach była to Śmierć, jednak zdecydowano się zmienić imię ze względu na standardy i zasady stacji.
Serial był wyprodukowany przez Marvel Studios i Saban Entertainment i wykonany z wykorzystaniem zarówno tradycyjnej animacji jak i animacji komputerowej, którą wykorzystano do scen w kosmosie. Koreańskie studio AKOM zajmowało się animacją, a animację komputerową nadzorował dyrektor artystyczny Dale Hendrickson.
Muzykę do serialu skomponowali Shuki Levy i Haim Saban pod pseudonimem „Kussa Mahchi”.
W trakcie produkcji serialu Marvel Entertainment miało kłopoty finansowe, które doprowadziły do jego bankructwa, a następnie do reorganizacji. Pojawiły się również wtedy spory prawne pomiędzy Marvelem, a Saban Entertainment. W tym czasie prace nad pierwszym sezonem zostały zakończone i rozpoczęto już produkcję drugiego. Brody wraz z zespołem ukończył pracę nad scenariuszem do kolejnych ośmiu odcinków: drugiej części „The End of Eternity”, dwuodcinkowego „Soul Hunter”, „Rebirth”, „The Hunger” oraz trzyodcinkowego „Down To Earth”. Jednakże zdecydowano się o zakończeniu produkcji i nie realizowaniu drugiego sezonu, a Fox Kids pomimo dobrych wyników oglądalności, anulowało serial.

## Odbiór

### Nominacje
| Rok  | Ceremonia    | Kategoria                                                                           | Nominowani                             | Rezultat  | Przypis |
| ---- | ------------ | ----------------------------------------------------------------------------------- | -------------------------------------- | --------- | ------- |
| 1999 | Annie Awards | Najlepsze indywidualne osiągnięcie: scenografia w animowanej produkcji telewizyjnej | Dale Hendrickson za odcinek „Antibody” | Nominacja | [ 11 ]  |